# Lolomoyo Tuhemberua
Lolomoyo Tuhemberua is een bestuurslaag in het regentschap Gunungsitoli van de provincie Noord-Sumatra, Indonesië. Lolomoyo Tuhemberua telt 1049 inwoners (volkstelling 2010).